# Botswana tại Thế vận hội
Botswana đã tham dự 10 Thế vận hội Mùa hè. Botswana tham gia Thế vận hội lần đầu tiên vào năm 1980, ở Moskva. Quốc gia này chưa từng thi đấu tại Thế vận hội Mùa đông. Botswana có được thành tích đầu tiên tại Thế vận hội Mùa hè 2012 với tấm huy chương bạc nội dung chạy 800 mét của vận động viên (VĐV) Nijel Amos.
Đội tiếp sức 4 × 400m nam đã giành huy chương đồng tại Thế vận hội Mùa hè 2020.
Năm 2024, vận động viên chạy nước rút Letsile Tebogo đã mang về huy chương vàng Olympic đầu tiên trong lịch sử cho Botswana sau khi chiến thắng ở nội dung 200 mét nam, đồng thời trở thành người châu Phi đầu tiên giành được danh hiệu này.

## Bảng huy chương

### Huy chương tại các kỳ Thế vận hội Mùa hè
| Thế vận hội         | Số VĐV            | Vàng              | Bạc               | Đồng              | Tổng số           | Xếp thứ           |                   |
| 1896–1976           | không tham dự     | không tham dự     | không tham dự     | không tham dự     | không tham dự     | không tham dự     |                   |
| Moskva 1980         | 7                 | 0                 | 0                 | 0                 | 0                 | –                 |                   |
| Los Angeles 1984    | 7                 | 0                 | 0                 | 0                 | 0                 | –                 |                   |
| Seoul 1988          | 8                 | 0                 | 0                 | 0                 | 0                 | –                 |                   |
| Barcelona 1992      | 6                 | 0                 | 0                 | 0                 | 0                 | –                 |                   |
| Atlanta 1996        | 7                 | 0                 | 0                 | 0                 | 0                 | –                 |                   |
| Sydney 2000         | 7                 | 0                 | 0                 | 0                 | 0                 | –                 |                   |
| Athens 2004         | 10                | 0                 | 0                 | 0                 | 0                 | –                 |                   |
| Bắc Kinh 2008       | 12                | 0                 | 0                 | 0                 | 0                 | –                 |                   |
| Luân Đôn 2012       | 4                 | 0                 | 1                 | 0                 | 1                 | 69                |                   |
| Rio de Janeiro 2016 | 12                | 0                 | 0                 | 0                 | 0                 | –                 |                   |
| Tokyo 2020          | 13                | 0                 | 0                 | 1                 | 1                 | 86                | [ 1 ] [ 2 ]       |
| Paris 2024          | 11                | 1                 | 1                 | 0                 | 2                 | 55                | [ 1 ]             |
| Los Angeles 2028    | Sự kiện tương lai | Sự kiện tương lai | Sự kiện tương lai | Sự kiện tương lai | Sự kiện tương lai | Sự kiện tương lai | Sự kiện tương lai |
|                     | Sự kiện tương lai | Sự kiện tương lai | Sự kiện tương lai | Sự kiện tương lai | Sự kiện tương lai | Sự kiện tương lai | Sự kiện tương lai |
| Tổng số             | Tổng số           | 1                 | 2                 | 1                 | 4                 | 127               |                   |

### Huy chương theo môn
| Môn thi đấu        | Vàng | Bạc | Đồng | Tổng số |
| ------------------ | ---- | --- | ---- | ------- |
| Điền kinh          | 1    | 2   | 1    | 4       |
| Tổng số (1 đơn vị) | 1    | 2   | 1    | 4       |

## Vận động viên giành huy chương
| Huy chương | Tên                                                            | Thế vận hội   | Môn thi đấu | Nội dung            | Ngày                |
| ---------- | -------------------------------------------------------------- | ------------- | ----------- | ------------------- | ------------------- |
| Bạc        | Nijel Amos                                                     | Luân Đôn 2012 | Điền kinh   | 800m nam            | 9 tháng 8 năm 2012  |
| Đồng       | Isaac Makwala Bayapo Ndori Zibane Ngozi Baboloki Thebe         | Tokyo 2020    | Điền kinh   | Tiếp sức 4x400m nam | 7 tháng 8 năm 2021  |
| Vàng       | Letsile Tebogo                                                 | Paris 2024    | Điền kinh   | 200m nam            | 8 tháng 8 năm 2024  |
| Bạc        | Busang Kebinatshipi Bayapo Ndori Anthony Pesela Letsile Tebogo | Paris 2024    | Điền kinh   | Tiếp sức 4x400m nam | 10 tháng 8 năm 2024 |

## Flagbearers
| #  | Kì đại hội       | Vận động viên cầm cờ | Môn thể thao | Ref.  |
| -- | ---------------- | -------------------- | ------------ | ----- |
| 1  | Moscow 1980      |                      |              |       |
| 2  | Los Angeles 1984 | Norman Mangoye       | Official     | [ 3 ] |
| 3  | Seoul 1988       | Shakes Kubuitsile    | Quyền anh    | [ 3 ] |
| 4  | Barcelona 1992   |                      |              |       |
| 5  | Atlanta 1996     | Justice Dipeba       | Điền kinh    | [ 3 ] |
| 6  | Sydney 2000      | Gilbert Khunwane     | Quyền anh    | [ 3 ] |
| 7  | Athens 2004      | Khumiso Ikgopoleng   | Quyền anh    | [ 3 ] |
| 8  | Bắc Kinh 2008    | Samantha Paxinos     | Bơi lội      | [ 3 ] |
| 9  | London 2012      | Amantle Montsho      | Điền kinh    | [ 3 ] |
| 10 | Rio 2016         | Nijel Amos           | Điền kinh    | [ 3 ] |
| 11 | Tokyo 2020       | Rajab Mahommed       | Quyền anh    | [ 4 ] |
| 11 | Tokyo 2020       | Amantle Montsho      | Điền kinh    | [ 4 ] |
| 12 | Paris 2024       | Letsile Tebogo       | Điền kinh    | [ 5 ] |
| 12 | Paris 2024       | Maxine Egner         | Bơi lội      | [ 5 ] |

## Liên quan
- Botswana tại Thế vận hội dành cho Người khuyết tật - Paralympics